# Clemens Adams (Politiker, 1891)
Clemens Adams (* 27. März 1891 in Hollfeld; † 17. Januar 1962 in Leer) war ein deutscher Politiker. Als Abgeordneter der CDU gehörte er zwischen dem 23. August 1946 und dem 29. Oktober 1946 dem Hannoverschen Landtag sowie zwischen dem 9. Dezember 1946 und dem 28. März 1947 dem Ernannten Niedersächsischen Landtag an.

## Leben
Adams besuchte die Realschule in Bamberg und begann im Anschluss eine kaufmännische Lehre. Im Ersten Weltkrieg war er Kriegsteilnehmer von 1915 bis 1919.
Er war Senior der Kolpingsfamilie. Ab 1941 verrichtete Adams erneut Heeresdienst, geriet in britische Gefangenschaft und wurde 1945 entlassen. Nach seiner Rückkehr nahm er eine Tätigkeit bei seiner alten Arbeitsstätte bei der Fa. Boekhoff u. Co. in Leer auf. Diese Tätigkeit endete durch Kündigung im April 1946.
Adams war Mitglied der Zentrumspartei und als solches Vorsitzender der Ortsgruppe Leer bis zur Auflösung der Partei. Seit September 1945 war er politisch im Sinne der CDU tätig, die er 1946 im Landkreis Leer mit Genehmigung der Alliierten gründete. Adams war Mitglied des ernannten Hannoverschen Landtages vom 23. August bis 29. Oktober 1946 sowie später Mitglied des ernannten Niedersächsischen Landtages vom 9. Dezember 1946 bis 28. März 1947.